# Dniprowka (hromada Wodiane)
Dniprowka (ukr. Дніпровка) – wieś na Ukrainie, w obwodzie zaporoskim, w rejonie wasylowskim, w hromadzie Wodiane. W 2001 liczyła 4017 mieszkańców, spośród których 824 wskazało jako ojczysty język ukraiński, 3157 rosyjski, 1 krymskotatarski, 2 mołdawski, 2 bułgarski, 4 ormiański, 5 gagauski, 12 romski, a 10 inny.